# كارل باربييه
كارل باربييه (بالإنجليزية: Carl Barbier)‏ هو محامي وقاضي أمريكي، ولد في 1944 في نيو أورلينز في الولايات المتحدة.